# 国際連合安全保障理事会決議75
国際連合安全保障理事会決議75（こくさいれんごうあんぜんほしょうりじかいけつぎ75、英: United Nations Security Council Resolution 75, UNSCR75）は、1949年9月27日に採択された決議。安全保障理事会委員会における経費についてのものである。
この決議では、理事会に決定を下す権限を与える総会決議を受けた上で、理事会が国連インドネシア委員会と国連インド・パキスタン委員会に参加していた加盟国に対し、旅費と物質費を遡及的に払い戻すことを決定した。
決議は賛成7票で可決され、ウクライナ・ソビエト社会共和国が反対票を投じ、キューバ、エジプト、ソビエト連邦は棄権した。

## 詳細
以下はその和訳。
安全保障理事会は、
1948年10月8日の総会決議231（III）により、安全保障理事会が設置した調査委員会の場合、当該委員会に参加する加盟国の代表が補欠者の援助を受ける必要があるかどうかは、安全保障理事会自身の決定事項であることを考慮し、
また、この必要があると安保理が認めた場合、その必要性は、次のとおりであることを考慮し、このように決定されたことを考慮し、
事務総長が同決議により、加盟国に対し、同委員会（下記）に参加する自国代表の代理人の旅費および滞在費を遡及的に支払う権限を与えられており、前述の委員会の設立以来、参加中または参加した加盟国の代表はそれぞれ代理人を介する必要があったことを指摘する。
1. 調停委員会（現在では 国際連合インドネシア委員会となっている）。
2. 国際連合インド・パキスタン委員会。